# Попасное (Белгородская область)
Попасное — хутор в Красногвардейском районе Белгородской области. Входит в состав Калиновского сельского поселения.

## География
Хутор расположен недалеко от районного центра — Бирюча.
Часовой пояс
Хутор Попасное как и вся Белгородская область, находится в часовой зоне МСК (московское время). Смещение применяемого времени относительно UTC составляет +3:00.

## Население
| 1859 | 2002 | 2010 |
| ---- | ---- | ---- |
| 321  | ↘174 | ↘164 |